# Whisky cu cola
Whisky cu cola (în engleză Whiskey and Coke) este un cocktail highball⁠(d) preparat prin amestecarea whisky-ului, de obicei bourbon sau whisky Tennessee⁠(d), cu Coca-Cola sau alte mărci de cola. O versiune populară a băuturii este Jack and Coke (menționată, de asemenea, JD and Coke sau Jack Coke), în care este folosită marca de whisky Jack Daniel's. Această băutură este deosebit de populară în statele din sudul SUA și se servește în general cu gheață – uneori într-un pahar de modă veche sau într-un pahar Collins⁠(d) și, uneori, în recipiente mai puțin costisitoare, cum ar fi pahare de plastic⁠(d) de unică folosință. Atunci când se folosește bourbon, amestecul este numit adesea bourbon and Coke sau, mai generic, bourbon and cola. Partea „Coke” din numele englezesc al cocktailului poate lăsa impresia că este utilizată marca de cola Coca-Cola, dar se obișnuiește ca orice marcă de cola să fie denumită „Coke”, cel puțin în sudul SUA.

## Istoric
Prima mențiune cunoscută a unei băuturi preparate prin amestecarea whisky-ului cu Coca Cola se află într-un raport din anul 1907 al unui angajat al United States Bureau of Chemistry and Soils, care a întâlnit această băutură atunci când a vizitat statele din sudul SUA și a menționat că proprietarul a numit-o „Coca-Coca high-ball⁠(d)”. Bourbon and Coke ar putea fi un punct de plecare pentru familiarizarea băutorilor începători cu bourbonul, potrivit lui Dave Pickerell⁠(d), un fost maistru distilator⁠(d) al mărcii de bourbon Maker's Mark⁠(d).
Potrivit Massachusetts Beverage Business din 2005, popularitatea combinației whisky-ului Jack Daniel’s cu Coca-Cola era în creștere în rândul tinerilor cu vârste cuprinse între 21 și 34 de ani. Mike Keyes, vicepreședinte senior al companiei Brown–Forman⁠(d) și director global al mărcii Jack Daniel's, a fost citat în 2007 că ar fi spus că „de-a lungul timpului, o cantitate mai mare de Jack Daniel’s este consumată cu mixere, precum Coca-Cola”.
În 2016, după moartea lui Lemmy Kilmister, solistul și basistul trupei de heavy metal Motörhead, fanii săi au lansat o campanie de redenumire a cocktailului după numele lui, din cauza faptului că el consuma frecvent această băutură. Pe 12 ianuarie 2016, revista Food and Beverage a anunțat că a numit oficial combinația Jack and Coke „The Lemmy”.

## Marketing
Termenul „Jack and Coke” a fost folosit în unele reclame combinate pentru Jack Daniel's și Coca-Cola și au fost create mai multe produse ca parte a acestei campanii de marketing, inclusiv firme de baruri și robinete de distribuire a berii⁠(d). În jurul anului 1996, Jack Daniel's a lansat pe mai multe piețe din zona Pacificului de Sud, inclusiv Australia și Noua Zeelandă, o băutură îmbuteliată numită „Jack Daniel's and Cola”, care era o băutură mixtă de același tip ca Jack and Coke.
În anul 2022, Jack Daniel's și Coca-Cola au anunțat lansarea planificată a unui cocktail îmbuteliat ready to drink⁠(d) (RTD).

## Variante
- Atunci când se folosește whisky de secară⁠(d) (rye whiskey), cocktailul poate fi numit secară și cola (rye and Coke).[10][11][12]